# Meeting de Paris
Meeting Areva je atletický mítink konaný každoročně v Saint-Denis ve Francii. Poprvé se konal v roce 1999. Dříve byl součástí Zlaté ligy, od roku 2010 je jedním z mítinků Diamantové ligy. Termín je pohyblivý, mezi začátkem června a koncem července.

## Rekordy mítinku

### Muži
| Disciplína                   | Výkon             | Atlet              | Rok rekordu |
| ---------------------------- | ----------------- | ------------------ | ----------- |
| Běh na 100 metrů             | 9,79 (−0.2 m/s)   | Usain Bolt         | 2009        |
| Běh na 200 metrů             | 19,65             | Noah Lyles         | 2019        |
| Běh na 400 metrů             | 43,86             | Jeremy Wariner     | 2008        |
| Běh na 800 metrů             | 1:41,54           | David Rudisha      | 2012        |
| Běh na 1000 metrů            | 2:13,73           | Noureddine Morceli | 1993        |
| Běh na 1500 metrů            | 3:27,49           | Azeddine Habz      | 2025        |
| Běh na 1 míli                | 3:49,01           | Hišám Al-Karúdž    | 1998        |
| Běh na 2000 metrů            | 4:58,21           | Noureddine Morceli | 1992        |
| Běh na 3000 metrů            | 7:24,00           | Jakob Ingebrigtsen | 2023        |
| Běh na 2 míle                | 7:54,10 Rekord DL | Jakob Ingebrigtsen | 2023        |
| Běh na 5000 metrů            | 12:40,18          | Kenenisa Bekele    | 2005        |
| Běh na 10 000 metrů          | 27:22,95          | Fernando Mamede    | 1982        |
| Běh na 110 metrů překážek    | 12,88 (+0.5 m/s)  | Dayron Robles      | 2008        |
| Běh na 400 metrů překážek    | 46,93             | Rai Benjamin       | 2025        |
| Běh na 3000 metrů překážek   | 7:52,11 Rekord DL | Lamecha Girma      | 2023        |
| Skok do výšky                | 240 cm            | Javier Sotomayor   | 1991        |
| Skok o tyči                  | 601 cm            | Armand Duplantis   | 2021        |
| Skok daleký                  | 866 cm (+0.9 m/s) | Mike Powell        | 1990        |
| Trojskok                     | 18,06 m           | Will Claye         | 2019        |
| Vrh koulí                    | 22,44 m           | Tomas Walsh        | 2019        |
| Hod diskem                   | 70,21 m           | Virgilijus Alekna  | 2004        |
| Hod kladivem                 | 83,00 m           | Balázs Kiss        | 1998        |
| Hod oštěpem                  | 91,40 m           | Jan Železný        | 1998        |
| Zdroj na IAFF Diamond League |                   |                    |             |

### Ženy
| Disciplína                   | Výkon              | Atletka                       | Rok rekordu |
| ---------------------------- | ------------------ | ----------------------------- | ----------- |
| Běh na 100 metrů             | 10,67 (+0,5 m/s)   | Shelly-Ann Fraserová-Pryceová | 2022        |
| Běh na 200 metrů             | 21,99 (+0,2 m/s)   | Marion Jonesová               | 1999        |
| Běh na 400 metrů             | 48,81              | Marileidy Paulinová           | 2025        |
| Běh na 800 metrů             | 1:54,25 Rekord DL  | Caster Semenyaová             | 2018        |
| Běh na 1000 metrů            | 2:32,40            | Ella Kovacsová                | 1993        |
| Běh na 1500 metrů            | 3:49,04            | Faith Kipyegonová             | 2024        |
| Běh na 1 míli                | 4:18,08            | Mary Slaneyová                | 1982        |
| Běh na 3000 metrů            | 8:19,08            | Francine Niyonsabaová         | 2021        |
| Běh na 5000 metrů            | 14:05,20           | Faith Kipyegonová             | 2023        |
| Běh na 100 metrů překážek    | 12,21 (+0.7 m/s)   | Grace Starková                | 2025        |
| Běh na 400 metrů překážek    | 53,06              | Kim Battenová                 | 1998        |
| Běh na 3000 metrů překážek   | 8:52,78            | Ruth Jebetová                 | 2016        |
| Skok do výšky                | 210 cm             | Jaroslava Mahučichová         | 2024        |
| Skok o tyči                  | 491 cm             | Jelena Isinbajevová           | 2007        |
| Skok daleký                  | 715 cm (+1.7 m/s)  | Heike Drechslerová            | 1992        |
| Trojskok                     | 15,12 m (−0.9 m/s) | Taťjana Lebeděvová            | 2003        |
| Vrh koulí                    | 20,78 m            | Valerie Adamsová              | 2011        |
| Hod diskem                   | 69,04 m            | Valarie Allmanová             | 2023        |
| Hod kladivem                 | 72,43 m            | Yipsi Morenová                | 2004        |
| Hod oštěpem                  | 68,01 m            | Christina Obergföllová        | 2011        |
| Zdroj na IAFF Diamond League |                    |                               |             |

## Ročníky
- Meeting Areva 2010
- Meeting Areva 2011
- Meeting Areva 2012
- Meeting Areva 2013
- Meeting Areva 2014
- Meeting Areva 2015
- Meeting Areva 2016
- Meeting Areva 2017
- Meeting Areva 2018
- Meeting Areva 2019
- Meeting Areva 2020
- Meeting Areva 2021
- Meeting Areva 2022
- Meeting Areva 2023